# Moggio Udinese
Moggio Udinese é uma comuna italiana da região do Friuli-Venezia Giulia, província de Udine, com cerca de 2.090 habitantes. Estende-se por uma área de 144 km², tendo uma densidade populacional de 15 hab/km². Faz fronteira com Amaro, Arta Terme, Chiusaforte, Dogna, Paularo, Pontebba, Resiutta, Tolmezzo, Venzone.

## Demografia
| Variação demográfica do município entre 1861 e 2011                               |
|                                                                                   |
| Fonte: Istituto Nazionale di Statistica (ISTAT) - Elaboração gráfica da Wikipedia |